# Nathalie Foreau
 (mai 2015).
Nathalie Foreau (née le 28 juin 1977 à Toul en Meurthe-et-Moselle en France) est une culturiste française.

## Carrière
Nathalie Foreau commence l'entraînement en 1992 et aborde la compétition au début des années 2000. 
Elle concourt d'abord en catégorie Figure où elle obtient un premier titre de championne de France en 2002, puis passe en catégorie bodybuilding.
En 2003, elle devient championne de France IFBB en bodybuilding.
Nathalie Foreau se lance ensuite dans une carrière internationale participant tour à tour aux championnats d'Europe et du Monde au sein de l'IFBB.
En 2010, Nathalie Foreau obtient une licence professionnelle.
Ses débuts en compétition professionnelle ont eu lieu à Tampa lors du Tampa Pro Show en juin 2011.
À la fin de la saison 2011, Nathalie Foreau décide de poursuivre sa carrière en bodybuilding.
Elle participe au Chicago Pro Invitational en juillet 2012 où elle finit quinzième. Cette compétition marque sa seule apparition sur les scènes professionnelles en 2012.
En décembre 2012, Nathalie Foreau décide de rejoindre les rangs de la division Women's Physique. Ses débuts en compétition sont prévus au New York City Pro Show le 25 mai 2013. Elle termine sixième sur vingt-neuf compétitrices au New York City Pro Show.
En mai 2014, Nathalie Foreau participe au Toronto Pro Show au Canada. Elle termine à la neuvième place.
Lors de la saison 2015, Nathalie Foreau participe successivement au New York Pro Show puis à l'Europa de Dallas, elle obtient notamment une deuxième place lors de cette dernière compétition.

## Palmarès
Dans la division Figure
- 2002
  -  Championne de France IFBB, catégorie petites tailles
  -  Championne de France IFBB, toutes catégories

Dans la division Bodybuilding
- 2003
  -  Championne de France IFBB, catégorie poids légers
  - 8e aux championnats d'Europe IFBB, catégorie poids moyens
  - 13e aux championnats du Monde IFBB, catégorie poids moyens

- 2004
  - 4e aux championnats d'Europe IFBB, catégorie poids moyens

- 2005
  - 7e aux championnats d'Europe IFBB, catégorie poids légers

- 2006
  - 5e aux championnats du Monde IFBB, catégorie poids moyens

- 2008
  -  3e aux championnats du Monde IFBB, catégorie poids légers

- 2009
  -  3e aux championnats du Monde IFBB, catégorie poids légers

- 2011
  - 17e à l'IFBB Tampa Pro BB weekly

- 2012
  - 15e au Chicago Pro Invitational

Dans la division Women's Physique
- 2013
  - 6e au NYC Pro Show
- 2014
  - 9e au Toronto Pro Show
- 2015
  - NC New York Pro
  - 2ème à l'Europa Show de Dallas
- 2017
  - Ferrigno Legacy Pro
- 2018
  - Legion Sports Festival